# Yverdon-Sport Football Club 2005-2006
Questa voce raccoglie le informazioni riguardanti l'Yverdon-Sport Football Club nelle competizioni ufficiali della stagione 2005-2006.

## Stagione
Nella stagione 2005-2006 l'Yverdon, allenato da Radu Nunweiler e Roberto Morinini, concluse il campionato di Super League al 10º posto e fu retrocesso in Challenge League. In Coppa Svizzera l'Yverdon fu eliminato al secondo turno dal Locarno.

## Rosa
| N. |                                 | Ruolo | Calciatore        |
| -- | ------------------------------- | ----- | ----------------- |
| 1  | Svizzera (bandiera)             | P     | Claudio Gentile   |
| 2  | Svizzera (bandiera)             | D     | Nicola Noseda     |
| 3  | Francia (bandiera)              | D     | Mounir El-Haimour |
| 5  | Svizzera (bandiera)             | D     | Christophe Jaquet |
| 6  | Brasile (bandiera)              | C     | Alexandre         |
| 7  | Svizzera (bandiera)             | C     | Nicolas Marazzi   |
| 8  | Svizzera (bandiera)             | C     | Vagner Gomes      |
| 9  | Romania (bandiera)              | A     | Vladimir Tanurcov |
| 11 | Bosnia ed Erzegovina (bandiera) | A     | Slavisa Dugic     |
| 12 | Svizzera (bandiera)             | C     | Raphaël Darbellay |
| 13 | Senegal (bandiera)              | C     | Makthar N'Diaye   |
| 14 | Svizzera (bandiera)             | D     | Diango Malacarne  |
| 15 | Italia (bandiera)               | A     | Fabio Grosso      |
| 16 | Brasile (bandiera)              | C     | Rogerio Cerino    |

| N. |                                 | Ruolo | Calciatore            |
| -- | ------------------------------- | ----- | --------------------- |
| 17 | Brasile (bandiera)              | A     | Marcão                |
| 18 | Svizzera (bandiera)             | P     | Nicolas Beney         |
| 19 | Svizzera (bandiera)             | C     | Goran Grubesic        |
| 20 | Francia (bandiera)              | C     | Mickaël Marsiglia     |
| 21 | Svizzera (bandiera)             | D     | Pascal Jenny          |
| 22 | Bosnia ed Erzegovina (bandiera) | C     | Danijel Milićević     |
| 22 | Francia (bandiera)              | C     | Sebahattin Yoksuzoglu |
| 23 | Francia (bandiera)              | D     | Julien Tournut        |
| 24 | Svizzera (bandiera)             | A     | Adrian Moser          |
| 25 | RD del Congo (bandiera)         | A     | Mbala Mbuta Biscotte  |
| 27 | Svizzera (bandiera)             | D     | Luigi De Donno        |
| 30 | Svizzera (bandiera)             | P     | Sébastien Roth        |
| 33 | Ghana (bandiera)                | C     | Alex Nyarko           |

## Organigramma societario
Area tecnica
- Allenatore: Roberto Morinini
- Allenatore in seconda:
- Preparatore dei portieri:
- Preparatori atletici:

## Calciomercato

### Sessione estiva
| Acquisti | Acquisti             | Acquisti             | Acquisti |
| R.       | Nome                 | da                   | Modalità |
| -------- | -------------------- | -------------------- | -------- |
| P        | Nicolas Beney        | Vaduz                |          |
| A        | Mbala Mbuta Biscotte | Hapoel Tel Aviv      |          |
| C        | Marek Citko          | KS Cracovia          |          |
| D        | Sergio Jáuregui      | Blooming             |          |
| D        | Pascal Jenny         | San Gallo            |          |
| C        | Mickaël Marsiglia    | Clyde                |          |
| C        | Makthar N'Diaye      | Rennes               |          |
| D        | Nicola Noseda        | Chiasso              |          |
| A        | Vladimir Tanurcov    | Politehnica Chișinău |          |
| D        | Julien Tournut       | Nancy                |          |
| A        | Getulio Vaca         | Blooming             |          |

| Cessioni | Cessioni           | Cessioni | Cessioni |
| R.       | Nome               | a        | Modalità |
| -------- | ------------------ | -------- | -------- |
| C        | Mustafa Sejmenović | Baulmes  |          |
| C        | Admir Bilibani     | Aarau    |          |
| A        | Eudis              | Losanna  |          |
| D        | Martin Lengen      | Düdingen |          |
| C        | Christophe Meoli   | Baulmes  |          |

### Sessione invernale
| Acquisti | Acquisti          | Acquisti | Acquisti |
| R.       | Nome              | da       | Modalità |
| -------- | ----------------- | -------- | -------- |
| A        | Marcão            | Guarani  |          |
| C        | Danijel Milićević | Lugano   |          |
| A        | Adrian Moser      | Düdingen |          |

| Cessioni | Cessioni          | Cessioni         | Cessioni |
| R.       | Nome              | a                | Modalità |
| -------- | ----------------- | ---------------- | -------- |
| C        | Marek Citko       | Polonia Varsavia |          |
| A        | Francisco Aguirre | Al-Arabi         |          |

## Risultati

### Super League

#### Prima fase, girone di andata
| Arbitro: | Wildhaber |

|                                     |           |                       |
| Salatic 3’ Pavlovic 18’ Eduardo 50’ | Marcatori | 13’ Gomes 56’ Aguirre |

| Arbitro: | Nobs |

|  |           |                                   |
|  | Marcatori | 8’ Yakın 16’ Magnin 28’ Schneuwly |

| Arbitro: | Zimmermann |

|                                                                 |           |  |
| Griffiths 14’ Coly 42’ (rig.) Mangane 63’ Maraninchi 82’ (rig.) | Marcatori |  |

| Arbitro: | Petignat |

|           |           |                     |
| Gomes 60’ | Marcatori | 19’, 69’ Sterjovski |

| Arbitro: | Nobs |

|             |           |             |
| Berisha 36’ | Marcatori | 27’ Aguirre |

| Arbitro: | Schörgenhofer |

|  |           |             |
|  | Marcatori | 48’ Todisco |

| Arbitro: | Salm |

|                          |           |  |
| Aguirre 17’ Biscotte 86’ | Marcatori |  |

| Arbitro: | Kever |

|  |           |                |
|  | Marcatori | 61’, 76’ Cesar |

| Arbitro: | Busacca |

|                        |           |             |
| Koubský 12’ Agouda 90’ | Marcatori | 52’ Aguirre |

#### Prima fase, girone di ritorno
| Arbitro: | Circhetta |

|                          |           |  |
| Aguirre 58’ Biscotte 66’ | Marcatori |  |

| Arbitro: | Rutz |

|                  |           |                          |
| Raimondi 1’, 85’ | Marcatori | 30’ Aguirre 70’ Biscotte |

| Arbitro: | Salm |

|                                             |           |            |
| Biscotte 9’ Aguirre 10’, 80’ El-Haimour 83’ | Marcatori | 27’ Xhafaj |

| Arbitro: | Laperrière |

|                                       |           |             |
| Degen 4’ Chipperfield 18’ Delgado 65’ | Marcatori | 35’ Aguirre |

| Arbitro: | Wildhaber |

|                                                           |           |                      |
| Marazzi 17’ Biscotte 35’ Aguirre 44’ (rig.) Alexandre 90’ | Marcatori | 38’ (rig.) Giallanza |

| Arbitro: | Kever |

|            |           |                           |
| Tarone 80’ | Marcatori | 38’ Darbellay 90’ Aguirre |

| Arbitro: | Rogalla |

|                                     |           |  |
| Ferreira 1’ Sen 36’ Lustrinelli 67’ | Marcatori |  |

| Arbitro: | Salm |

|               |           |             |
| Margairaz 56’ | Marcatori | 36’ Aguirre |

| Arbitro: | Nobs |

|             |           |  |
| Aguirre 23’ | Marcatori |  |

#### Seconda fase, girone di andata
| Arbitro: | Bertolini |

|                       |           |               |
| Paulo 17’ Everson 74’ | Marcatori | 84’ Milićević |

| Arbitro: | Circhetta |

|  |           |                                      |
|  | Marcatori | 12’ Raffael 67’ Margairaz 87’ Stanic |

| Arbitro: | Rutz |

|                           |           |                      |
| Nakata 45’ Sterjovski 63’ | Marcatori | 17’ (aut.) Smiljanić |

| Arbitro: | Petignat |

|  |           |                                             |
|  | Marcatori | 13’ Pesenti 18’ Merenda 44’ Diogo 81’ Ademi |

| Arbitro: | Laperrière |

|  |           |               |
|  | Marcatori | 60’ Miličević |

| Arbitro: | Busacca |

|           |           |               |
| Seoane 5’ | Marcatori | 31’ Milićević |

| Arbitro: | Rogalla |

|                         |           |               |
| Marcão 8’ Milićević 50’ | Marcatori | 22’ Zellweger |

| Arbitro: | Busacca |

|             |           |  |
| Carreño 90’ | Marcatori |  |

| Arbitro: | Rutz |

|                        |           |          |
| Biscotte 33’ Gomes 37’ | Marcatori | 48’ Coly |

#### Seconda fase, girone di ritorno
| Arbitro: | Nobs |

|                       |           |  |
| Šehić 33’ Nuzzolo 58’ | Marcatori |  |

| Arbitro: | Busacca |

|                             |           |           |
| Biscotte 20’, 87’ Dugic 76’ | Marcatori | 14’ Bieli |

| Arbitro: | Circhetta |

|                             |           |  |
| Callà 78’ Tachie-Mensah 80’ | Marcatori |  |

| Arbitro: | Zimmermann |

|  |           |                   |
|  | Marcatori | 52’ (rig.) Santos |

| Arbitro: | Wildhaber |

|                  |           |  |
| Deumi 86’ (rig.) | Marcatori |  |

| Arbitro: | Kever |

|           |           |            |
| Tsawa 82’ | Marcatori | 33’ Cerino |

| Arbitro: | Rogalla |

|            |           |                                           |
| Cerino 89’ | Marcatori | 35’ Majstorović 52’ Petrić 87’ Sterjovski |

| Arbitro: | Wildhaber |

|                                                 |           |           |
| Keita 8’ Raffael 21’ Džemaili 25’ Schneider 84’ | Marcatori | 36’ Moser |

| Arbitro: | Circhetta |

|              |           |                     |
| Biscotte 13’ | Marcatori | 18’, 37’, 62’ Paulo |

### Coppa Svizzera
| 18 settembre 2005, ore 15:00 CEST Primo turno | FC Cortaillod | 0 – 2 | Yverdon |  |

| 23 ottobre 2005, ore 14:30 CEST Secondo turno | Locarno | 3 – 2 | Yverdon |  |

## Statistiche

### Statistiche di squadra
| Competizione   | Punti | In casa | In casa | In casa | In casa | In casa | In casa | In trasferta | In trasferta | In trasferta | In trasferta | In trasferta | In trasferta | Totale | Totale | Totale | Totale | Totale | Totale | DR  |
| Competizione   | Punti | G       | V       | N       | P       | Gf      | Gs      | G            | V            | N            | P            | Gf           | Gs           | G      | V      | N      | P      | Gf     | Gs     | DR  |
| -------------- | ----- | ------- | ------- | ------- | ------- | ------- | ------- | ------------ | ------------ | ------------ | ------------ | ------------ | ------------ | ------ | ------ | ------ | ------ | ------ | ------ | --- |
| Super League   | 32    | 18      | 8       | 0       | 10      | 23      | 28      | 18           | 1            | 5            | 12           | 15           | 36           | 36     | 9      | 5      | 22     | 38     | 64     | -26 |
| Coppa Svizzera | -     | 0       | 0       | 0       | 0       | 0       | 0       | 2            | 1            | 0            | 1            | 4            | 3            | 2      | 1      | 0      | 1      | 4      | 3      | +1  |
| Totale         | 32    | 18      | 8       | 0       | 10      | 23      | 28      | 20           | 2            | 5            | 13           | 19           | 39           | 38     | 10     | 5      | 23     | 42     | 67     | -25 |

### Andamento in campionato
| Giornata  | 1 | 2 | 3  | 4  | 5  | 6  | 7  | 8  | 9  | 10 | 11 | 12 | 13 | 14 | 15 | 16 | 17 | 18 | 19 | 20 | 21 | 22 | 23 | 24 | 25 | 26 | 27 | 28 | 29 | 30 | 31 | 32 | 33 | 34 | 35 | 36 |
| --------- | - | - | -- | -- | -- | -- | -- | -- | -- | -- | -- | -- | -- | -- | -- | -- | -- | -- | -- | -- | -- | -- | -- | -- | -- | -- | -- | -- | -- | -- | -- | -- | -- | -- | -- | -- |
| Luogo     | T | C | T  | C  | T  | C  | C  | C  | T  | C  | T  | C  | T  | C  | T  | T  | T  | C  | T  | C  | T  | C  | C  | T  | C  | T  | C  | T  | C  | T  | C  | T  | T  | C  | T  | C  |
| Risultato | P | P | P  | P  | N  | P  | V  | P  | P  | V  | N  | V  | P  | V  | V  | P  | N  | V  | P  | P  | P  | P  | P  | N  | V  | P  | V  | P  | V  | P  | P  | P  | N  | P  | P  | P  |
| Posizione | 6 | 9 | 10 | 10 | 10 | 10 | 10 | 10 | 10 | 9  | 9  | 8  | 8  | 8  | 7  | 7  | 7  | 7  | 7  | 7  | 7  | 9  | 9  | 9  | 8  | 9  | 8  | 8  | 7  | 8  | 8  | 8  | 8  | 8  | 10 | 10 |

Legenda:

Luogo: C = Casa; T = Trasferta. Risultato: V = Vittoria; N = Pareggio; P = Sconfitta.

### Statistiche dei giocatori
| F. Aguirre    | 17 | 13 | 3  | 0 |
| A. Alexandre  | 29 | 1  | 7  | 0 |
| N. Beney      | 9  | 0  | 2  | 0 |
| M. Biscotte   | 33 | 9  | 2  | 0 |
| R. Cerino     | 10 | 2  | 0  | 0 |
| M. Citko      | 6  | 0  | 1  | 0 |
| R. Darbellay  | 27 | 1  | 6  | 0 |
| L. De Donno   | 0  | 0  | 0  | 0 |
| S. Dugic      | 9  | 1  | 1  | 1 |
| M. El-Haimour | 26 | 1  | 7  | 0 |
| C. Gentile    | 23 | 0  | 2  | 0 |
| V. Gomes      | 33 | 3  | 10 | 0 |
| F. Grosso     | 3  | 0  | 0  | 0 |
| G. Grubesic   | 4  | 0  | 0  | 0 |
| C. Jaquet     | 34 | 0  | 4  | 0 |
| P. Jenny      | 32 | 0  | 5  | 0 |
| S. Jáuregui   | 3  | 0  | 1  | 0 |
| D. Malacarne  | 23 | 0  | 2  | 0 |
| N. Marazzi    | 25 | 1  | 6  | 0 |
| M. Marcão     | 17 | 1  | 2  | 0 |
| M. Marsiglia  | 24 | 0  | 4  | 1 |
| D. Milićević  | 17 | 3  | 3  | 0 |
| A. Moser      | 10 | 1  | 1  | 0 |
| M. N'Diaye    | 21 | 0  | 3  | 0 |
| N. Noseda     | 17 | 0  | 0  | 0 |
| S. Roth       | 4  | 0  | 0  | 0 |
| M. Sejmenović | 5  | 0  | 0  | 0 |
| V. Tanurcov   | 12 | 0  | 1  | 1 |
| J. Tournut    | 4  | 0  | 0  | 1 |
| G. Vaca       | 13 | 0  | 3  | 0 |
| S. Yoksuzoglu | 6  | 0  | 0  | 0 |